# Långsjön (Åls socken, Dalarna)
Långsjön är en sjö i Leksands kommun i Dalarna och ingår i Dalälvens huvudavrinningsområde.